# Toda-cubana
A toda-cubana (Todus multicolor) é uma espécie de ave da família Todidae que se restringe a Cuba e ilhas adjacentes.

## Descrição

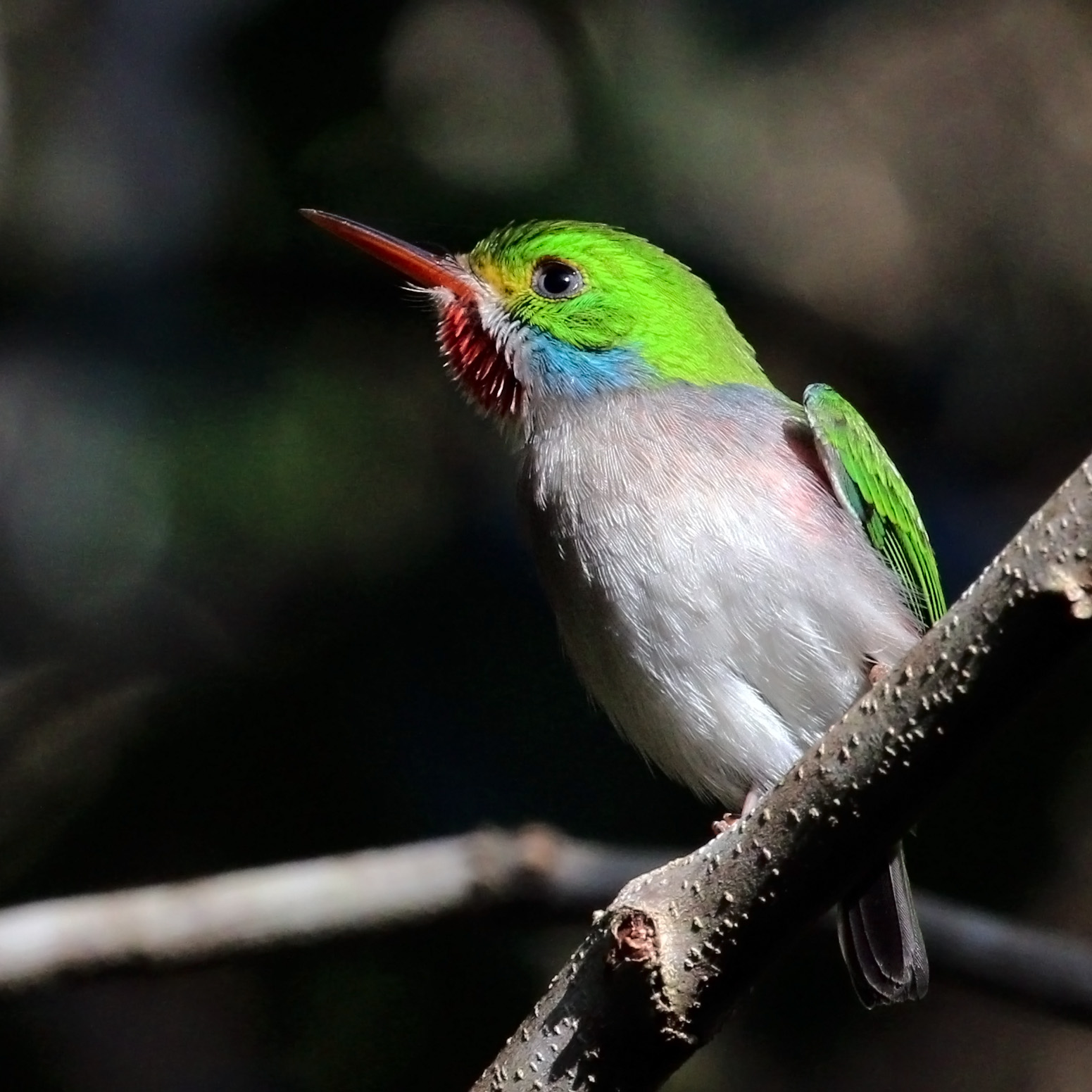
Os indivíduos jovens são mais opacos e a íris do olho é mais escura

A espécie é caracterizada pelo pequeno tamanho (11 cm (4.3 in), 5.9 g (0.21 oz), cabeça grande em relação ao tamanho do corpo e bico fino e achatado. Semelhante a outras todas, a coloração da toda-cubana inclui dorso verde iridescente, partes inferiores cinza-esbranquiçadas pálidas e destaques vermelhos. Esta espécie se distingue por seus flancos rosa, garganta vermelha, lores amarelos e orelha azul. O bico é bicolor: preto na parte superior e vermelho na parte inferior.

## Distribuição ehabitat
A toda-cubana é um residente durante todo o ano de partes de Cuba e das ilhas ao largo da costa cubana. A análise da variação do canto sugere que a espécie está estruturada em duas populações, correspondendo a leste e oeste de Cuba.
Assim como muitas espécies de aves cubanas residentes, é um generalista de habitat. Sabe-se que vive em planícies secas, florestas perenes, vegetação costeira e perto de córregos e rios.